# Museo Soumaya
Il Museo Soumaya, opera dell´architetto Fernando Romero, è una istituzione culturale senza fini di lucro sita a Città del Messico, di proprietà della Fondazione Carlos Slim.

## Storia

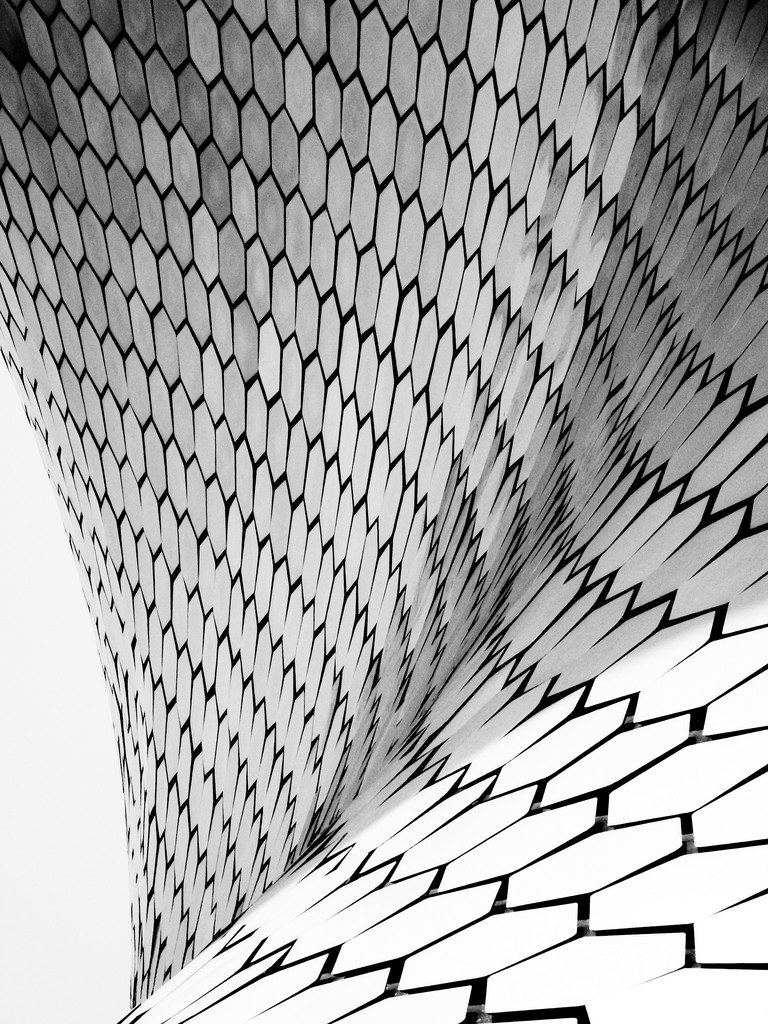
Dettaglio della facciata composta da pannelli esagonali in alluminio

Il museo è stato voluto dal miliardario messicano di origini libanesi Carlos Slim Helú per commemorare la scomparsa della propria moglie: Soumaya Domit de Slim.
Il Museo Soumaya, è una istituzione culturale ed un'organizzazione non-profit che ha due sedi a Città del Messico.
L'edificio originario del Museo Soumaya, inaugurato nel 1994, è ubicato in Plaza Loreto di San Ángel, nella parte meridionale di Città del Messico. 
L’emblematico edificio in Plaza Carso è ubicato nel quartiere di Nuevo Polanco. Il nuovo museo si snoda su cinque piani. Con una superficie di 22.000 metri quadrati, l'edificio presenta un disegno che consiste in una struttura asimmetrica. Con un'altezza di 46 metri, è ricoperto con più di 16.000 esagoni di alluminio. La unica apertura visibile è l'entrata. Ciò che chiama l'attenzione è il fatto che i vari pannelli non appoggiano al suolo e non si toccano tra di loro, dando così l'apparenza di flottare intorno all'edificio.
Il design è opera del architetto messicano Fernando Romero con la collaborazione di Ove Arup e Frank Gehry. Lo stile dell'edificio è stato paragonato al Museo Guggenheim di Bilbao.
L'interno del museo è diviso in sei piani collegati mediate due ascensori aperti al pubblico e una rampa esterna a forma di spirale. Generalmente si invitano i visitatori a salire con l'ascensore all'ultimo piano e scendere comodamente con la rampa. Questo si può fare senza precludere la comprensione delle varie sale dato che il discorso non è cronologico ma tematico. 
Il museo con uno spazio di 16.000 metri quadrati è stato aperto al pubblico il 28 marzo 2011.

## Collezione
Il museo ospita una collezione di circa 60.000 opere di arte europea e messicana, appartenenti a dieci secoli, tra cui opere di Leonardo da Vinci, Tiziano, Tintoretto, El Greco, Rubens, Chagall, Picasso, Salvador Dalí, Renoir e Monet, per non parlare delle opere di Auguste Rodin, di cui Slim possiede la collezione privata più importante e la più ampia al di fuori della Francia. Dell'arte sudamericana sono presenti manufatti religiosi, monete e documenti del periodo coloniale.

## Opere

### Scuola italiana
Tintoretto
- Compianto del Cristo morto

Francesco Botticini
- Madonna col Bambino e san Giovannino

Artemisia Gentileschi
- Sant'Apollonia
- Maria Maddalena come la Malinconia

### Scuola spagnola
Jusepe de Ribera
- San Pietro penitente

Francisco de Zurbarán
- San Francesco d'Assisi in estasi